# سفر عاموس

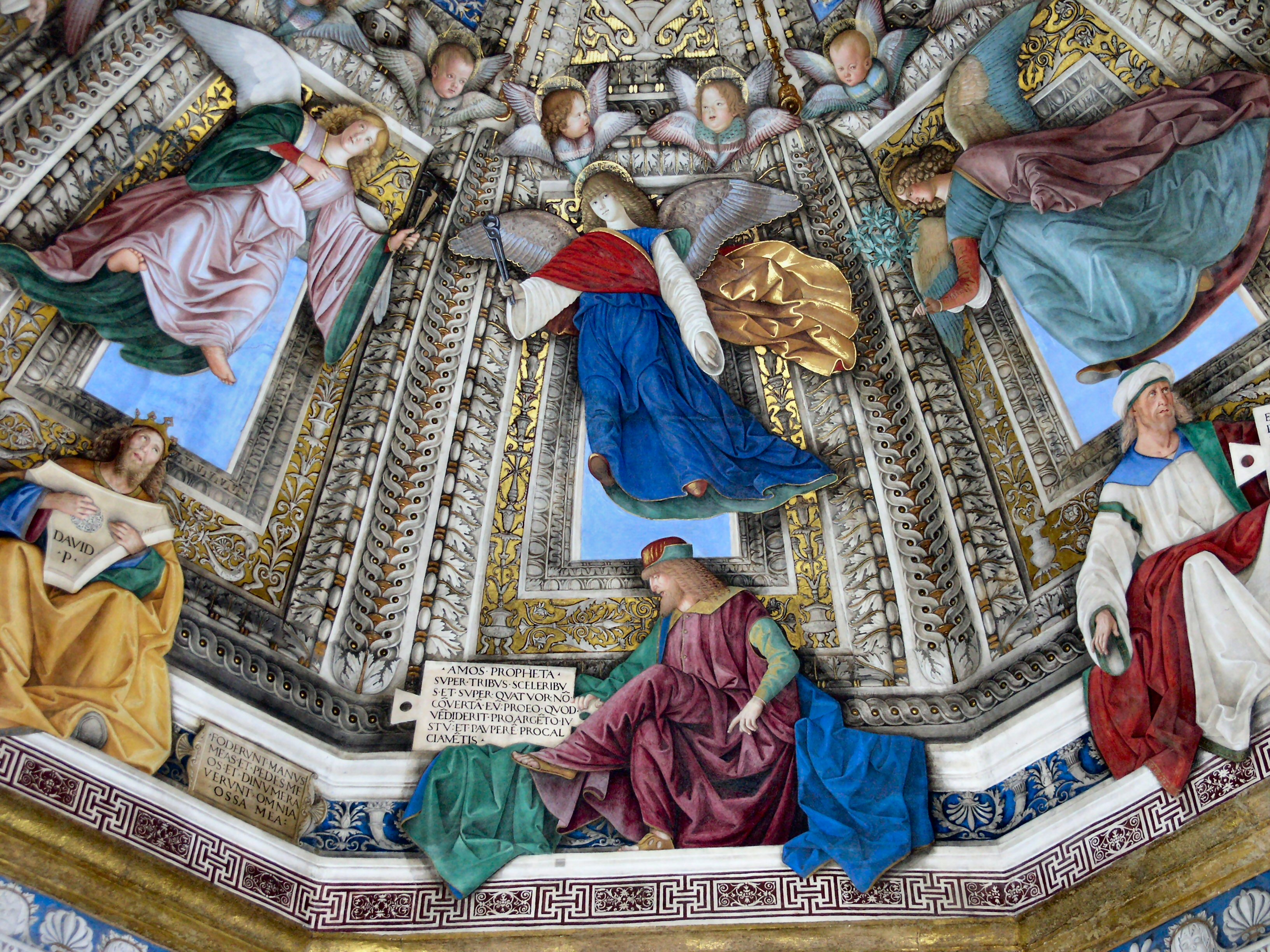

سفر عاموس هو أحد اسفار التناخ والعهد القديم. وسمي السفر على عاموس، أحد الأنبياء الإثني عشر الصغار وأحد أقدم معاصري هوشع وأشعياء.